# Ветампка (Алабама)
Ветампка (енгл. Wetumpka) град је у америчкој савезној држави Алабама. По попису становништва из 2010. у њему је живело 6.528 становника.

## Демографија
Према попису становништва из 2010. у граду је живело 6.528 становника, што је 802 (14,0%) становника више него 2000. године.
| Група             | 2000.         | 2010.         |
| Белци             | 3.839 (67,0%) | 4.373 (67,0%) |
| Афроамериканци    | 1.661 (29,0%) | 1.701 (26,1%) |
| Азијати           | 23 (0,4%)     | 75 (1,1%)     |
| Хиспаноамериканци | 133 (2,3%)    | 246 (3,8%)    |
| Укупно            | 5.726         | 6.528         |